# Родом
Родо́м (фр. Rodome) — коммуна во Франции, находится в регионе Лангедок — Руссильон. Департамент коммуны — Од. Входит в состав кантона Белькер. Округ коммуны — Лиму.
Код INSEE коммуны — 11317.

## Население
Население коммуны на 2008 год составляло 125 человек.
| 1962 | 1968 | 1975 | 1982 | 1990 | 1999 | 2008 |
| ---- | ---- | ---- | ---- | ---- | ---- | ---- |
| 96   | 158  | 135  | 144  | 124  | 95   | 125  |

## Экономика
В 2007 году среди 63 человек в трудоспособном возрасте (15—64 лет) 46 были экономически активными, 17 — неактивными (показатель активности — 73,0 %, в 1999 году было 57,1 %). Из 46 активных работали 35 человек (19 мужчин и 16 женщин), безработных было 11 (6 мужчин и 5 женщин). Среди 17 неактивных 2 человека были учениками или студентами, 10 — пенсионерами, 5 были неактивными по другим причинам.